# Orozco
Orozco (oficialmente en euskera: Orozko) es un municipio español situado en la parte suroccidental de la comarca de Arratia-Nervión, en la provincia de Vizcaya, comunidad autónoma del País Vasco. Limita con los municipios vizcaínos de Aracaldo, Arrancudiaga, Ceberio, Castillo y Elejabeitia, Villaro y Ceánuri; y con los municipios alaveses de Zuya, Amurrio, Ayala y Llodio.
El municipio orozcano comprende los núcleos de población de Zubiaur —capital municipal—, Ibarra, San Martín (Albitzuelexaga), Bengoechea (Bengoetxea), Murueta, Urigoiti, Arbaiza (Arbaitza) y Gallartu.

## Geografía

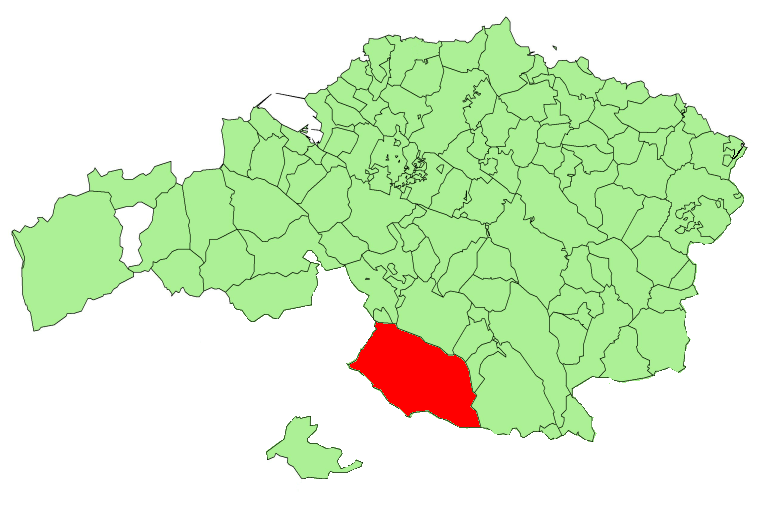
Extensión del municipio en la provincia de Vizcaya

Su término municipal, de 102 km², es el segundo término municipal en extensión de la provincia.
Está formado por once valles y subvalles firmemente encuadrados por las siguientes sierras y cumbres: Gorbea al E y al S, Jesuri al O y la sierra Unceta-Ayecebelabe al N. Está recorrido por los ríos Altube, Arnauri, con sus afluentes, y Senagorta, que desembocan en el Nervión y, con él, al Cantábrico, y el Pedrobaso, que afluye al Bayas y, consecuentemente, al Ebro y el Mediterráneo. Está cruzado, además de por la autopista AP-68 (salidas 3ª y 4ª), por las carreteras BI-2522, comúnmente denominada de Bilbao a Vitoria, y BI-3513, de Castillo-Elejabeitia a Orozco.
El macizo del monte Gorbea da carácter al municipio; dada su situación y altitud (1481 m sobre el Cantábrico), actúa como una gran barrera que detiene los vientos húmedos provenientes del golfo de Vizcaya, con gran diferencia entre la vertiente norte, más húmeda, y la sur, más seca y soleada. Su vegetación está basada en bosques de frondosas: hayas, robles, marojos, encinales, quejigales y, recientemente, coníferas; las praderas de diente y siega también son muy importantes. En el conjunto del Gorbea, el macizo de Ichina, todo él situado en el término municipal de Orozco, tiene personalidad propia; es un impresionante e inhóspito paisaje calizo con multitud de hoyas, cuevas y simas: una de las zonas más bellas, salvajes y singulares del País Vasco; la principal cueva es la llamada Supelegor, que ha dado origen a múltiples leyendas, entre las que sobresalen las relativas a la residencia temporal de Mari, la «Dama de Anboto», con su corte de gentiles, lamias, espíritus en forma de pájaros y consultas.

## Historia
Ésta es una zona que se habitó desde el Neolítico, dejando residuos en dólmenes, túmulos, asentamientos al aire libre y en cuevas. Desde ese fondo histórico, la población de Orozco ha estado siempre vinculada al macizo del Gorbea, básicamente como lugar de pastoreo para sus rebaños, con poblaciones inicialmente altas (Urigoiti, Zaloa, Gallartu, Albizua, Arrugaeta, Cendegui, Manzarraga, Orrotegui, Arbaiza, Urrejola, Pagazaurtundua, Ayasaza, etc.), posteriormente como aprovechamiento energético (elaboración de carbón vegetal y utilización de la fuerza hidráulica en las ferrerías desde el siglo XIII) y del hielo (las neveras de Zaratate/Neberabarri, Arraba-Ubegui/Neberabaltz, Ichingoti/Neberaondo, Achulo/Neberazar y Aguinenbecoa-Arrabachu, todas ellas en Ichina, la de Usateguieta y, finalmente, la de Solobarri, en Adaro, aunque ésta es de otro tipo, surtían de hielo a toda Vizcaya, desde el siglo XVII al XX) y, en la actualidad, en los cultivos e industria forestales.
La presencia física del macizo de Ichina parece haber dado origen al nombre mismo de Orozco, que apunta a aquel peñasco, aunque designe al conjunto de valles de todo el municipio.

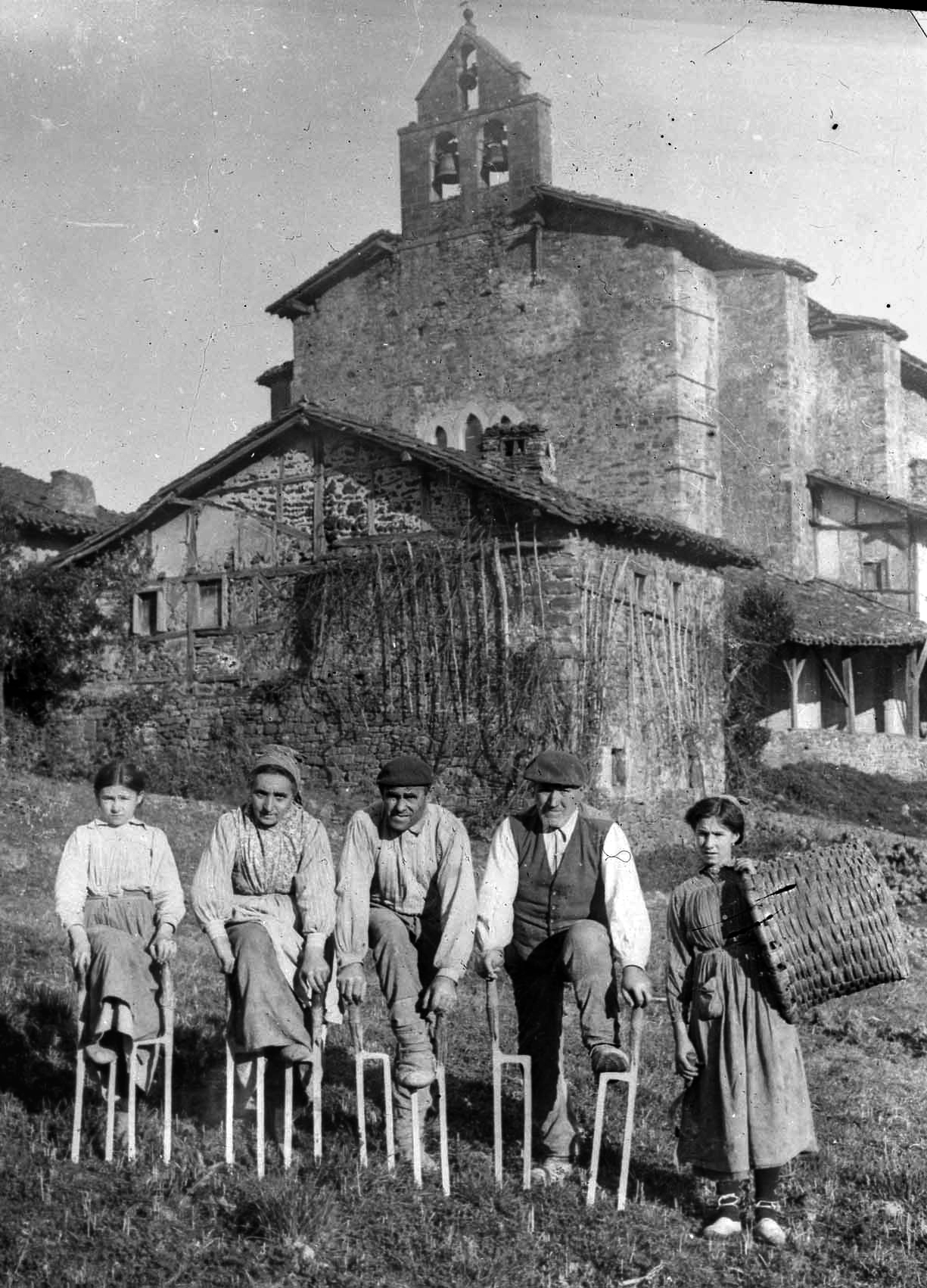
Personas frente a la iglesia. Fotografía: Indalecio Ojanguren

La primera ordenación del territorio fue realizada a finales del siglo XII, por la creación de numerosas iglesias parroquiales, nada menos que seis: San Bartolomé de Olarte, San Román (re-denominada a finales del siglo XV como San Juan de Dúluman, este último topónimo, posiblemente, deformación del medieval Don Román, San Lorenzo de Urigoiti, San Martín de Albizu-Elejaga, San Pedro de Murueta y Santa María de Zaloa (suprimida, como tal parroquia, en 1882), cuyos templos están situados todos ellos al menos a 30 metros de desnivel sobre el río más próximo y en las laderas más soleadas del valle, lo que indica que la población entonces se situaba en las zonas de pastoreo y de cultivos anteriores a la llegada de las ferrerías hidráulicas y de las plantas americanas. Estos templos han sufrido importantes transformaciones desde el siglo XVI, pero algunos de ellos aún conservan elementos del período románico, como San Bartolomé y San Lorenzo. La importancia demográfica de las parroquias también ha evolucionado mucho, trasladándose desde los antiguos poblados pastoriles situados al E. del valle, Urigoiti, Zaloa, etc., a la zona central y O., con mejores posibilidades agrícolas e industriales.
Orozco dio nombre al arciprestazgo en el que se integraba y al que pertenecían, además de sus parroquias, las de Llodio, Oquendo, Arrancudiaga, Aracaldo y Gordejuela.
Junto a estos templos, existen en el valle once ermitas, algunas de ellas, las de barriada (San Sebastián de Egurriartu, Santiago de Catadio, Santa María de Goiquiria y San Miguel de Mugarraga), provenientes del fondo de los tiempos; otras (Santa Cruz de Uribiarte, Andra María, San Roque de Ibarra y San Isidro de Mantzarbeiti), más modernas; Santa Marina de Agirre y Santa Catalina de Jauregia, San Miguel de Murueta sin posible datación. Otras seis ermitas (San Antón de Zubiaur, San Fausto de Okeluri, Santa María Magdalena de Torrelanda, San Francisco de Asís de Torrezar, San Pablo de Urigoiti y San Ilarion de Sasia) han desaparecido en épocas más o menos recientes.

En la actualidad, el poblamiento es disperso, el propio de la zona N. y húmeda del País Vasco y de toda la cornisa cantábrica, pero cuenta también con varios núcleos de agrupamiento; el principal es el de ZUBIAUR, en él se encuentra la casa consistorial, construida en 1750; el desarrollo de este núcleo se debe a su posición estratégica en la confluencia de los dos valles más importantes del municipio y de todos los caminos, donde, desde la Baja Edad Media, se fueron asentando los diferentes servicios; con menos importancia se sitúan los núcleos de IBARRA (que comenzó a crecer con la instalación próxima de ferrerías desde el siglo XIV y del convento, en el siglo XVI), ZALOA, URIGOITI, JAUREGIA, GALLARTU, MURUETA, etc.

## Demografía
Orozco cuenta con una población de 2666 habitantes (INE 2024).
| Gráfica de evolución demográfica de Orozco entre 1842 y 2021 |
| |
| Población de derecho según los censos de población del INE Población de hecho según los censos de población del INEEn estos censos se denominaba Orozco: 1842, 1857, 1860, 1877, 1887, 1897, 1900, 1910, 1920, 1930, 1940, 1950, 1960, 1970, 1981 y 1991 |

La población de Orozco ha evolucionado al unísono de la europea: crece en el siglo XVI, al final de este siglo padece grandes epidemias, decrece durante todo el siglo XVII e incluso en las primeras décadas del siglo XVIII y mantiene un crecimiento ininterrumpido desde entonces hasta nuestros días. No obstante, la destrucción de la industria ferrona en el siglo XIX y el traslado de la industria a otras zonas de Vizcaya hace que, a partir de 1910, la población de Orozco decrezca hasta la cifra más baja (1991) paulatinamente hasta los 1922 habitantes, a partir de entonces la población ha ido aumentando. Además cada vez la población está más concentrados en el poblado central de Zubiaur, con el despoblamiento de las casas dispersas y abandono de la agricultura tradicional.

## Economía
Las actividades más importantes, hoy en día, son la ganadera y la forestal: la ganadería vacuna se practica en régimen intensivo, estabulado; la ganadería ovina incrementa su número de cabezas, aunque disminuye el número de pastores y aumenta el tamaño de los rebaños.
La actividad forestal ha incrementado enormemente la superficie plantada de coníferas, principalmente el pino insignis (Pinus Radiata), aunque Orozco sigue siendo el municipio de la comarca que tiene mayores masas de frondosas, principalmente hayas.
La industria tiene cierta presencia en el valle, principalmente en su zona norte, Bengoechea, pero la mayor parte de los trabajadores acuden a los municipios colindantes de Llodio y Amurrio.

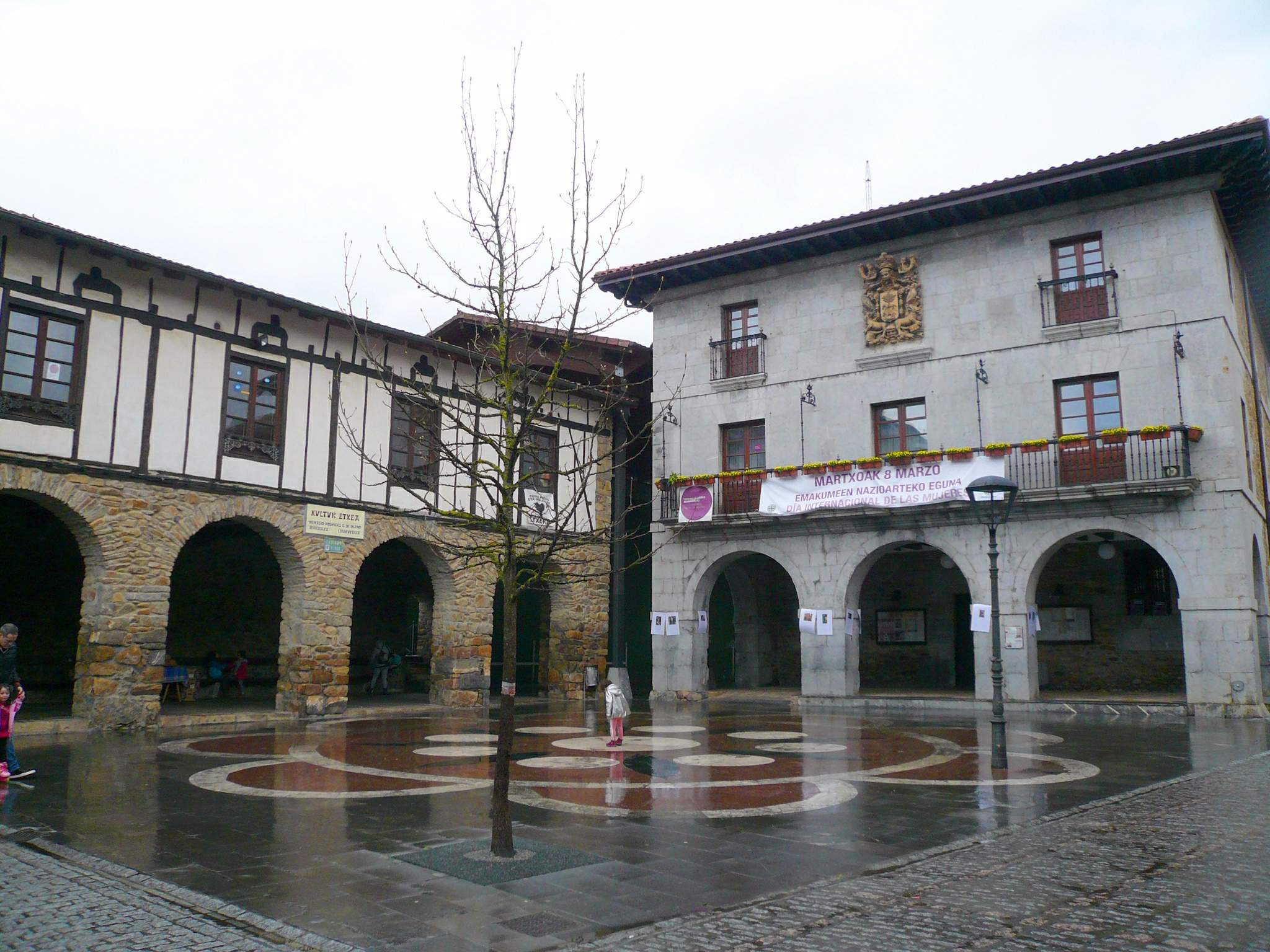
Ayuntamiento de Orozco

Orozco forma parte de Vizcaya, a todos los efectos, solo desde 1785; hasta ese momento, se encontraba bajo la jurisdicción de los Ayala, que la habían adquirido por donación real en el siglo XIV, aunque regía el fuero de Vizaya y la sentencia arbitral de 1464 y estaba incluido en la Hermandad vizcaína, desde la formación de ésta; una pequeña parte de las casas de Orozco formaron parte, durante la primera mitad del siglo XVI, de la hermandad alavesa; intentó sacudirse la jurisdicción de los Ayala desde el siglo XVI, desde el posicionamiento de Pedro de Ayala con los comuneros, pero no lo consiguió hasta que las ideas de la ilustración transformaron la sensibilidad de la corona.

## Administración y política
| Periodo   | Nombre                         | Partido | Partido                                                      |
| --------- | ------------------------------ | ------- | ------------------------------------------------------------ |
| 2011-2015 | Josu San Pedro                 |         | Adie Orozkoko Talde Independentea (ADIE)                     |
| 2015-2023 | Pedro María Intxaurraga Sautua |         | Adie Orozkoko Talde Independentea (ADIE)                     |
| 2023-act. | Aitor Iza Albizua              |         | Euzko Alderdi Jeltzalea-Partido Nacionalista Vasco (EAJ-PNV) |

| Partido político                                              | 2023  | 2023  | 2023       | 2019  | 2019  | 2019       | 2015  | 2015  | 2015       | 2011  | 2011  | 2011       | 2007  | 2007  | 2007       |
| Partido político                                              | %     | Votos | Concejales | %     | Votos | Concejales | %     | Votos | Concejales | %     | Votos | Concejales | %     | Votos | Concejales |
| Euzko Alderdi Jeltzalea-Partido Nacionalista Vasco (EAJ-PNV)  | 51,26 | 669   | 7          | 26,43 | 401   | 3          | 26,15 | 385   | 3          | 35,15 | 535   | 4          | 69,46 | 787   | 9          |
| Euskal Herria Bildu (EH Bildu)-Bildu                          | 36,55 | 477   | 4          | 18,78 | 285   | 2          | 18,14 | 267   | 2          | 16,03 | 244   | 2          | —     | —     | —          |
| Elkarrekin Podemos-Ezker Anitza-IU-Ezker Batua-Berdeak (EB-B) | 6,89  | 90    | 0          | —     | —     | —          | —     | —     | —          | —     | —     | —          | 6,09  | 69    | 0          |
| Partido Socialista de Euskadi-Euskadiko Ezkerra (PSE-EE PSOE) | 1,30  | 17    | 0          | 2,63  | 40    | 0          | 0,27  | 4     | 0          | 0,46  | 7     | 0          | 2,65  | 30    | 0          |
| Partido Popular del País Vasco (PP)                           | 0,61  | 8     | 0          | 0,85  | 13    | 0          | 1,56  | 23    | 0          | 4,07  | 62    | 0          | 8,03  | 91    | 1          |
| Adie Orozkoko Talde Independentea (ADIE)                      | —     | —     | —          | 49,17 | 746   | 6          | 52,85 | 778   | 6          | 43,89 | 668   | 5          | —     | —     | —          |
| Eusko Alkartasuna (EA)                                        | —     | —     | —          | —     | —     | —          | —     | —     | —          | —     | —     | —          | 11,56 | 131   | 1          |

## Cultura

### Crónica negra
En 1981, durante las fiestas de Santa Águeda, apareció en los alrededores del pueblo el cadáver del vecino Aureliano Letona, guarda forestal, en lo que se conoce como «el crimen de Orozco». El suceso salió en la portada de las revistas Interviú y Tiempo de Hoy, y la ETB le dedicó un reportaje.
Raúl Guerra Garrido escribió en 1996 Tantos inocentes, novela negra inspirada en este crimen.

### Patrimonio

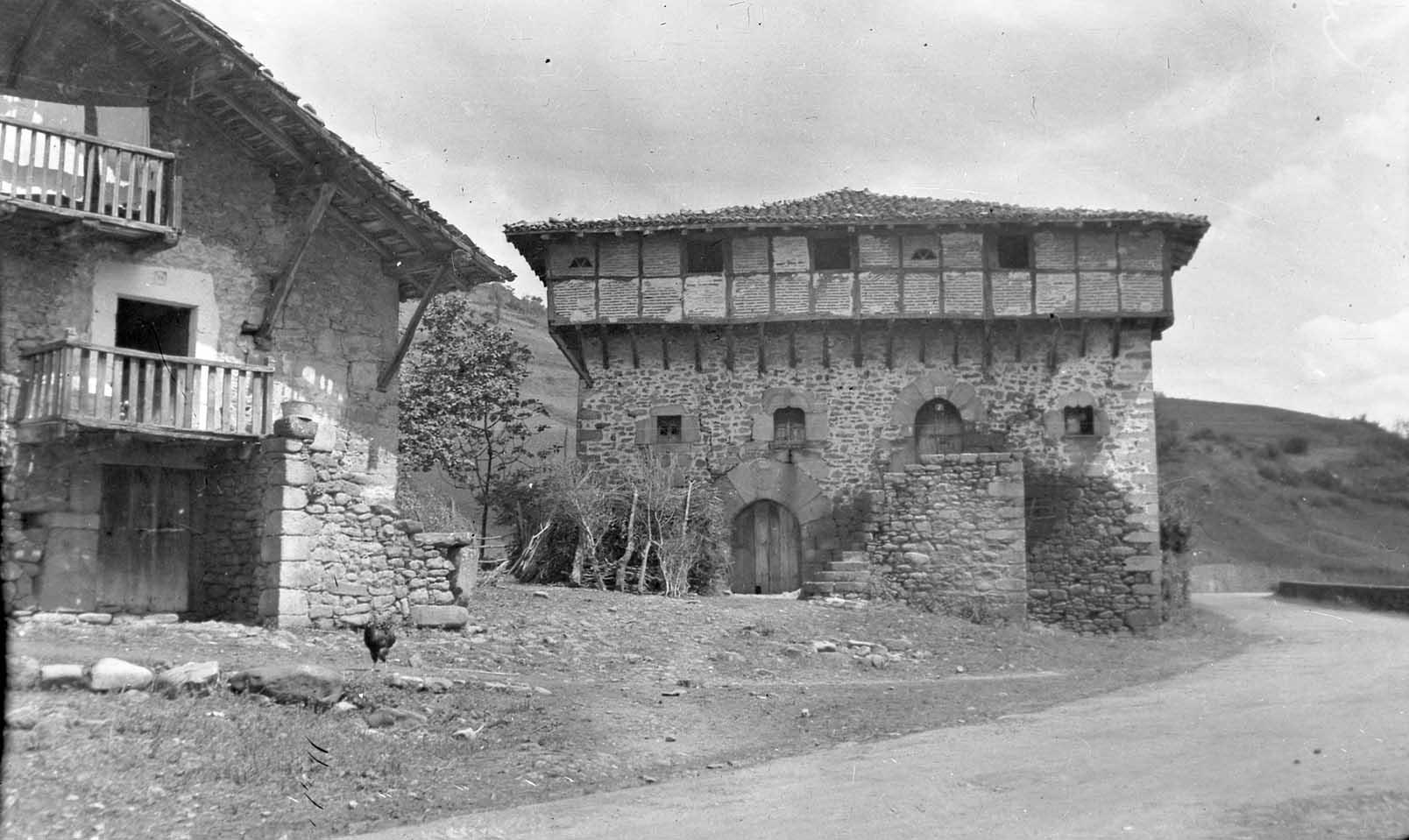
Torre de Aranguren en 1956. Fotografía: Indalecio Ojanguren

La antes mencionada industria ferrona, que forzó la primera roturación del fondo de los valles y la más importante modificación del territorio, con la primera red de caminos, puentes, presas y torres y que llegó a tener 19 instalaciones (Anuncibai, Aranguren, Aranluze, Arcocha, Ibarra, Jaureguía, Legorburu, Oketa, Olabarría, Olachu, Orozco, Oxinluzea-Uxuluxu, Torrezar, Torrelanda, Unibaso, Uribiarte, Ugalde, Usabel y Zubiaur), nos ha dejado los edificios singulares de:
AnuncibaiA la entrada del valle, por Areta; aunque la antigua torre desapareció, perduran las ruinas de la ferrería y el molino, el palacio de reciente construcción y, sobre todo, el puente de los leones, construido en 1741, en sustitución de otro existente desde, al menos, el siglo XV.
ArangurenEn el poblado de su nombre, en el camino de Zubiaur a Ibarra; mantiene la torre construida en torno al año 1500, que en su género, es uno de los mejores y más bellos ejemplares de Vizcaya.
JauregiaTambién en el camino de Zubiaur a Ibarra; tiene un palacio o antigua torre de vigía de la que se desconoce su exacta fecha de construcción.
OlabarríaConstruido en las primeras décadas del siglo XVI, que conserva la antigua ferrería convertida en molino.
TorrelandaCerca de Okeluri; construida en el siglo XV, tiene unos 15 metros de altura a pesar de que fuera desmochada hace muchos años; conserva las ruinas de la antigua ferrería.
UgarteEn el camino de Ibarra a Urigoiti; palacio construido en 1709, pero sobre una torre anterior, junto a la que se conserva la antépara de Ugalde.
Estas construcciones son testigos de la presencia en el valle de una oligarquía ferrona muy amplia y poderosa, que convivía con una clase, por supuesto mucho más amplia, de pecheros-urcioneros.
Junto a estas construcciones especiales, podemos resaltar algunos caseríos, correspondientes al siglo XVI (Muguru, en Beraza, y Albizua), del siglo XVII (Munecogoico, en Urigoiti, Larragoico, Ugaldegoico, Orbe y Zuazo/Zugutzu, en Beraza) y del siglo XVIII (Oxinluzea/Uxuluxu en Jaureguía, Odeyaga, Artengoa en Orrotegui y Arandi en Urigoiti), y también otros edificios situados en Zubiaur, como el que dio origen al nombre del lugar, del que queda un vano conopial de borde sogueado, probablemente del siglo XVI, el palacio Bengoetxe Goikoa (hoy de los Muñoz) del siglo XVII, la casa consistorial, de 1750, el palacio de Legorburu, hoy museo etnográfico, del siglo XVIII, las antiguas escuela y alhóndiga y las casas Baquiotegui (hoy de los Valencia), Presaco, Elgarte (hoy de los Torre Gil) y otras más, del siglo XIX.
También se conservan las ruinas de un viejo castillo medieval del siglo XI, el castillo de Unzueta, situado en la cumbre del monte homónimo. Este castillo fue destruido por Pedro I de Castilla en el siglo XIV. Sus ruinas fueron en parte destruidas por la construcción de un repetidor de UHF a finales del siglo XX.

### Lengua
Es zona actualmente habla vasca, en el dialecto vizcaíno occidental, en el que entran, junto a Orozco, Arrigorriaga, Arratia, Durango, Ochandiano, Guernica, Bermeo, Plencia, etc.

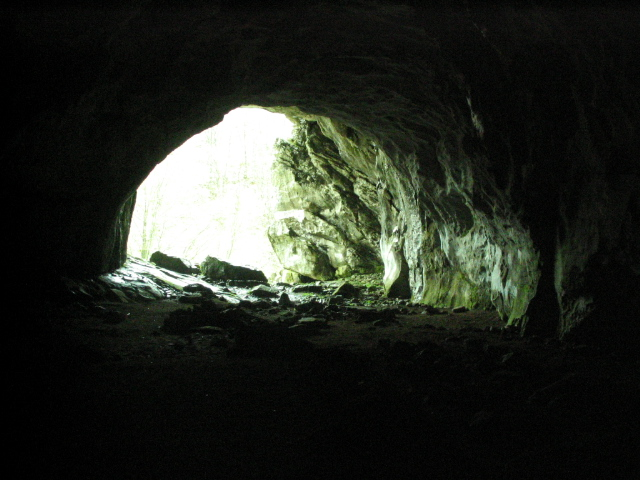
Cueva de Supelegor

Y es muy rica en leyendas mitológicas, procedentes de la Edad Media, que expresan en lenguaje casi ininteligible para nosotros, el enfrentamiento universal a la muerte y la supervivencia por el trabajo, el más allá y su relación con el más acá, la explicación y superación de lo inexplicable y lo desconocido; algunas de estas leyendas son:
Un gentil aprisiona a un pastor de Orozco. La Señora de Anboto indica, en Supelegor, cómo echar a andar la rueda de la ferrería de Olarte. Condenados que se aparecen en forma de luces en Gallartu. Una muchacha que se peinaba constantemente, a causa de la maldición de su madre, se ve obligada a vivir en las cuevas de Anboto y Gorbea. Un gentil enriquece a un pastor de Arcocha, Urigoiti, en Supelegor. El cura de Olarte lanza su zapato para salvar al sacristán y el zapato aparece en Austingarbín. Al salir de Supelegor, un sacerdote es arrastrado por el viento. El cura de Santa Marina. Los “familiares” no le dejan morir a una solterona de Olarte. Los ferrones y el demonio. La piedra roja o piedra pelada (Harri gorri). La piel de buey y la cueva de los ladrones (Lapur zulo). Las lamias maldicen al ladrón de Urigoiti. La Dama de Anboto seduce y apresa a un pastor de Usabel. Los gentiles raptan a una joven en Olabarriandicoa. Una mujer de Maiortu, partera de los gentiles. Unos hombres de Arrugaeta ven pasar a la Dama de Anboto a Gorbea. Las lamias de Leciaga hacen desaparecer a una muchacha de Usi. Los gentiles juegan a los bolos entre Unceta y Santa Marina. Las lamias bajan por la chimenea de Anguru. En Olarte, una neblina anuncia la llegada del cristianismo. El ladrón de Achulaur. El cura de Azpuru se olvida el breviario en Supelegor y los buitres no entran hasta que su criado lo saca. Un pastor que coloca cruces en Supelegor es atacado por buitres. Las brujas llevan al cura de Azpuru y a su criada a los toros, a Madrid. Los lobos devoran a una joven en Aranecoharri. El cura de Azpuru tiene domesticadas las lamias de “Jentilzulo”, en Anguru. Las lamias asustan a las ovejas en Supelegor y dejan sus huellas repetidamente.

### Fiestas y tradiciones
En cada parroquia, aldea o barrio de Orozco se celebran diferentes fiestas y ferias:
Zubiaur
- Fiestas de San Juan: Se celebra el 24 de junio con misa, fuegos artificiales, hoguera y verbena.
- Fiestas de San Antolín: Son las fiestas patronales de Zubiaur. Se celebran el 2 de septiembre, con misa, verbenas, degustaciones, deportes rurales, partidos de pelota y novilladas en la plaza de toros de Zubiaur. Orozco al igual que los municipios cercanos de las Encartaciones, la Vizcaya occidental (Orduña, Carranza, Trucios, etc) y el norte de Álava (Amurrio o Llodio) tiene gran tradición taurina, celebrando sueltas de vaquillas, corridas y novilladas desde el siglo XVII.
- Feria agrícola: Se celebra el 13 de diciembre por Santa Lucía. Se realizan muestras de ganado, venta de productos locales y agrícolas, folklore local y degustaciones de ternera.